# Jaap Eden Trofee 1994
24 Jaap Eden Trofee 1994 was een schaatsmarathon. Het is de drieëntwintigste editie van de Jaap Eden Trofee die werd gehouden op zaterdag 22 oktober 1994 en plaatsvond op de Jaap Edenbaan in Amsterdam. De winnaar van de drieëntwintigste editie was bij de mannen Piet Kleine, het zilver was voor Fausto de Oliveira Marreiros en het brons voor Peter Baars. De winnaar van de negende editie bij de vrouwen Jolanda Grimbergen, het zilver was voor Klasina Seinstra en het brons voor Lenie Dijkstra.

## Podia
| Klasse              | Eerste             | Tweede                       | Derde          |
| ------------------- | ------------------ | ---------------------------- | -------------- |
| Top-divisie mannen  | Piet Kleine        | Fausto de Oliveira Marreiros | Peter Baars    |
| Top-divisie vrouwen | Jolanda Grimbergen | Klasina Seinstra             | Lenie Dijkstra |

## Uitslag Top-divisie mannen[1]
| #      | Rijder                       | Nationaliteit | Ploeg | Ronde |
| ------ | ---------------------------- | ------------- | ----- | ----- |
| Goud   | Piet Kleine                  | Nederland     |       |       |
| Zilver | Fausto de Oliveira Marreiros | Nederland     |       |       |
| Brons  | Peter Baars                  | Nederland     |       |       |
| 4      | Henk Angenent                | Nederland     |       |       |
| 5      | Arnold Stam                  | Nederland     |       |       |
| 6      | Lammert Huitema              | Nederland     |       |       |
| 7      | Richard van Kempen           | Nederland     |       |       |
| 8      | Peter de Vries               | Nederland     |       |       |
| 9      | Remco Boonstoppel            | Nederland     |       |       |
| 10     | Jurgen Meijer                | Nederland     |       |       |
| 11     | Patrick Snijers              | Nederland     |       |       |
| 12     | Tanno Bok                    | Nederland     |       |       |
| 13     | Rob van Meggelen             | Nederland     |       |       |
| 14     | René Ruitenberg              | Nederland     |       |       |
| 15     | Frans de Ronde               | Nederland     |       |       |
| 16     | Yep Kramer                   | Nederland     |       |       |
| 17     | Jan-Dirk Corts               | Nederland     |       |       |
| 18     | Hans Pieterse                | Nederland     |       |       |
| 19     | Ruud Borst                   | Nederland     |       |       |
| 20     | Ronald de Graaf              | Nederland     |       |       |

## Uitslag Top-divisie vrouwen[2]
| #      | Rijder             | Nationaliteit | Ploeg | Ronde |
| ------ | ------------------ | ------------- | ----- | ----- |
| Goud   | Jolanda Grimbergen | Nederland     |       |       |
| Zilver | Klasina Seinstra   | Nederland     |       |       |
| Brons  | Lenie Dijkstra     | Nederland     |       |       |
| 4      | Alida Pasveer      | Nederland     |       |       |
| 5      | Laura Kamminga     | Nederland     |       |       |

1971 · 
1972 · 
1973 ·
1974 · 
1975 · 
1976 · 
1977 · 
1978 · 
1979 · 
1980 · 
1981 · 
1982 · 
1983 · 
1984 · 
1985 · 
1986 · 
1987 · 
1988 · 
1989 · 
1990 · 
1991 · 
1992 · 
1993 · 
1994 · 
1995 · 
1996 · 
1997 · 
1998 · 
1999 · 
2000 · 
2001 · 
2002 · 
2003 · 
2004 · 
2005 · 
2006 · 
2007 · 
2008 · 
2009 · 
2010 · 
2011 · 
2012 · 
2013 · 
2014 · 
2015 · 
2016 · 
2017 · 
2018 · 
2019 · 
2020 ·  
2021 · 
2022 · 
2023 · 
2024